# 브레이커스 (텔레비전 프로그램)
《브레이커스》는 2018년 Mnet에서 방송된 싱어송라이터 뮤직 배틀 프로그램이다.

## 순위
- 우승 : 페노메코
- 준우승 : 후이 (중간합류)
- 3위 : 미아
- 4위 : 서사무엘
- 5위 : 주영
- 6위 : 오반 (중간합류)
- 7위 : 콜드
- 7위 : 스무살
- 7위 : 차지혜
- 10위 : 정재